# 24204 Trinkle
24204 Trinkle este un asteroid din centura principală de asteroizi.

## Descriere
24204 Trinkle este un asteroid din centura principală de asteroizi. A fost descoperit pe 7 decembrie 1999 la Socorro, New Mexico, în cadrul proiectului LINEAR. Asteroidul prezintă o orbită caracterizată de o semiaxă mare de 2,87 ua, o excentricitate de 0,07 și o înclinație de 1,4° în raport cu ecliptica.